# Maximilian Mittelstädt
Maximilian Mittelstädt (født 18. marts 1997) er en tysk professionel fodboldspiller, som spiller for Bundesliga-klubben VfB Stuttgart og Tysklands landshold.

## Klubkarriere

### Hertha BSC
Mittelstädt begyndte sin karriere hos Hertha BSC, hvor han fik sin førsteholdsdebut i marts 2016. Han måtte vente helt til den 30. oktober 2018, før han scorede sit første mål for førsteholdet, da han scorede i en DFB-Pokal kamp imod Darmstadt 98.

### VfB Stuttgart
Mittdelstädt skiftede i juni 2023 til VfB Stuttgart.

## Landsholdskarriere

### Ungdomslandshold
Mittelstädt har repræsenteret Tyskland på flere ungdomsniveauer.

### Seniorlandshold
Mittelstädt debuterede for Tysklands landshold den 23. marts 2024 i en venskabskamp imod Frankrig.